# Docklow
Docklow är en by i civil parish Docklow and Hampton Wafer, i grevskapet Herefordshire, i England. Byn är belägen 6 km från Leominster. Docklow var en civil parish fram till 1987 när blev den en del av Docklow & Hampton Wafer. Civil parish hade 143 invånare år 1961.